# Lavilleneuve-au-Roi
Lavilleneuve-au-Roi är en kommun i departementet Haute-Marne i regionen Grand Est (tidigare regionen Champagne-Ardenne) i nordöstra Frankrike. Kommunen ligger i kantonen Châteauvillain som tillhör arrondissementet Chaumont. År 2017 hade Lavilleneuve-au-Roi 78 invånare.
Kommunen bildades den 1 januari 2012, då Lavilleneuve-au-Roi bröt sig ut ur kommunen Autreville-sur-la-Renne.